# Stalinismus

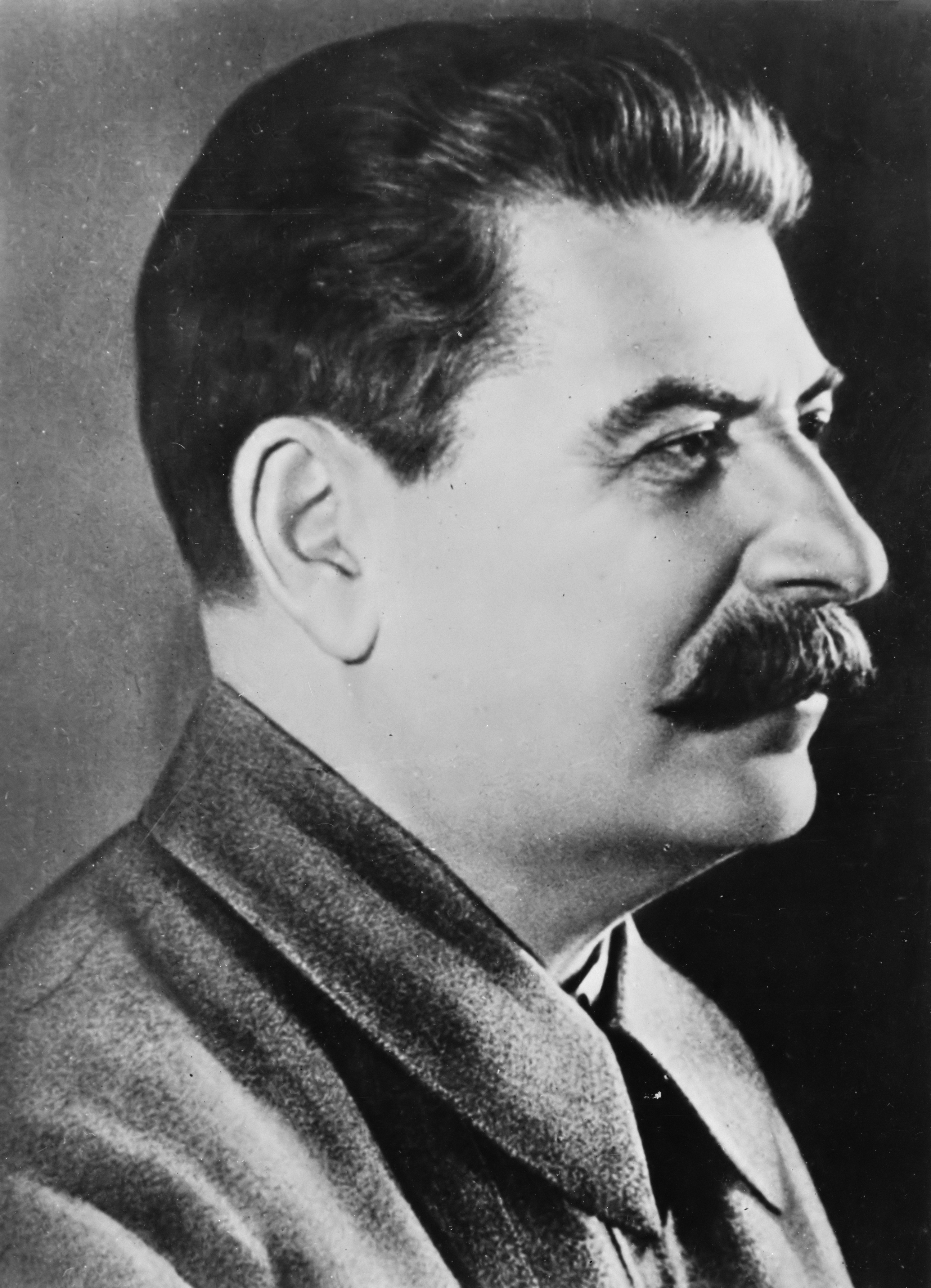
Josef Stalin, um 1942

Als Stalinismus wird eine totalitäre Ausprägung des Marxismus und Marxismus-Leninismus bezeichnet, die in Theorie und Praxis die Diktatur Josef Stalins in der Sowjetunion von 1927 bis 1953 ideologisch prägte. Der Begriff ist zeitgenössisch und wurde bereits zu Stalins Lebzeiten verwendet.
Chruschtschows Stalin-Kritik in seiner Geheimrede „Über den Personenkult und seine Folgen“ auf dem XX. Parteitag der KPdSU 1956 förderte in der sogenannten Tauwetter-Periode den Prozess der Entstalinisierung, der jedoch nach 1964 unter Leonid Breschnew teilweise wieder zurückgenommen wurde.
Die Einordnung des Stalinismus als Form des Marxismus-Leninismus wird mitunter angezweifelt, da die  kommunistischen und Arbeiterparteien der realsozialistischen Staaten ihn nach 1956 kritisierten, sich aber auch nach dieser Abkehr von Stalin zum Marxismus-Leninismus bekannten.
Das zugehörige Adjektiv stalinistisch kann sich auch auf totalitäre Regime und Ideologien beziehen, die an die Herrschaft Stalins erinnern, etwa in der Volksrepublik China (Maoismus) oder in Nordkorea (Juche-Ideologie).

## Stalinismus als Bezeichnung für die Herrschaft Josef Stalins
Durch Trotzkis Kritik an den politischen Verhältnissen in der Sowjetunion und durch Veröffentlichungen dissidenter Kommunisten, so beispielsweise Arthur Koestler, wurde der Begriff Stalinismus im westlichen Ausland, in der Sozialwissenschaft und in der Alltagssprache zum Synonym für den ideologischen Dogmatismus und Totalitarismus der Machtpolitik Stalins und der KPdSU in der Kommunistischen Internationale. Kontroversen gibt es darüber, ob das politische System der nach 1945 entstandenen „realsozialistischen Staaten“ als stalinistisch bezeichnet werden kann. Nach Trotzki entstand unter Stalin eine „neue privilegierte Schicht […] die, gierig nach der Macht, gierig nach den Gütern des Lebens, Angst hat um ihre Positionen, Angst vor den Massen – und jegliche Opposition tödlich hasst“.
Nachdem sich Stalin 1926/27 mit Hilfe von Nikolai Bucharin der „Linken Opposition“ mit Trotzki an der Spitze entledigt hatte, stellte er danach auch die sogenannten „Rechtsabweichler“ („Rechte Opposition“) um Bucharin selbst, Alexei Rykow und Michail Tomski kalt. Neben Trotzki, der 1940 in der Emigration einem Attentat des NKWD erlag, wurden alle führenden Köpfe sowohl der linken als auch der rechten Opposition in der Partei Opfer der Stalinschen „Säuberungen“. 
Wichtige und ergebene Mitarbeiter Stalins waren u. a. Lazar Kaganowitsch, der Volkskommissar für Innere Angelegenheiten und NKWD-Chef Lawrenti Beria, Trofim Lyssenko und Michail Kalinin. Den ihm treu ergebenen Gefolgsmann Nikolai Jeschow ließ er dennoch als einen „Volksfeind“ hinrichten. Wjatscheslaw Molotow als Vorsitzender des Rates der Volkskommissare und Volkskommissar für Auswärtige Angelegenheiten war ein enger Vertrauter Stalins und wichtigster Vertreter seiner Herrschaft in Regierungsämtern.

### Die Stalinschen „Säuberungen“ und der „Große Terror“

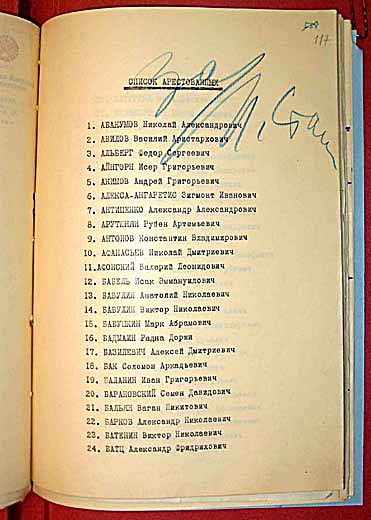
Erste Seite einer Liste von 1940 mit den Namen von 346 zur Erschießung vorgesehenen Personen. Als Nummer 12 ist Isaak Babel genannt. Stalin bestätigt die Liste mit einem „dafür“ und seiner Unterschrift.

Die angenommene Verschärfung des Klassenkampfes wurde zur Legitimation der „Stalinschen Säuberungen“, deren Opfer ermordet oder in die von der Hauptverwaltung der Besserungsarbeitslager (GULag) betriebenen sowjetischen Zwangsarbeitslager gebracht wurden. Die Zahl der Opfer ist unbekannt, die Schätzungen liegen innerhalb des einstelligen Millionenbereichs bis zu zehn Millionen.
Infolge der Ermordung von Sergei Mironowitsch Kirow, der als Stalins „Gegenspieler“ galt, kam es zu den berüchtigten „Säuberungen“ (russisch „Tschistki“). Etwa zwei Drittel derjenigen Parteigenossen, die 1934 am „Parteitag der Sieger“ als Delegierte teilgenommen hatten, wurden teils in öffentlichen Schauprozessen (Moskauer Prozesse) zum Tode verurteilt, darunter auch der Großteil der Funktionäre und Minister. Stalin allein entschied, welche Minister und Funktionäre oder auch ganze Städte seiner Meinung nach nicht hinter seiner Politik standen und überließ dem Chef der Geheimpolizei NKWD, Nikolai Iwanowitsch Jeschow, die Durchführung seiner Instruktionen.

#### Großer Terror
Während der Zeit des Großen Terrors liefen die Aktionen meist darauf hinaus, dass die betreffenden Personen zumindest verhaftet und häufig erschossen wurden. Die von der Geheimpolizei angewandten Straftatbestände wegen antisowjetischen Verhaltens, trotzkistischer oder anderer Opposition gegen die KPdSU sowie einer Vielzahl anderer Verschwörungstheorien galten allesamt als Verstöße gegen den Artikel 58 des Strafgesetzbuches der RSFSR, der die rechtliche Grundlage für die Verfolgungen bildete. Zwischen September 1936 und Dezember 1938 wurden schätzungsweise 1,5 Millionen Menschen umgebracht.
Von diesen Vorgängen betroffen waren auch die Arbeiten an der Marx-Engels-Gesamtausgabe, der sogenannten MEGA1, die auf Grund der Verfolgungen schließlich abgebrochen wurden. Der Leiter des Marx-Engels-Instituts, Dawid Borissowitsch Rjasanow, wurde 1938 hingerichtet.
Umstritten bleibt in der Forschung, inwieweit die Verfolgungen – von zum Teil treuen Anhängern – einen rationalen Kern hatten oder ob man von reinen Wahnvorstellungen Stalins reden muss. Das Ergebnis der Säuberungen war, dass Stalin nach 1938 die absolute Macht in der Sowjetunion innehatte.

#### Nach 1938
Nach dem Ende der Säuberungen und der Ersetzung Jeschows 1938 durch Lawrenti Beria wurden die willkürlichen Verhaftungen zwar nicht gestoppt, die verhafteten Menschen wurden aber meist nicht hingerichtet, sondern zu Haftzeiten in Straflagern verurteilt, deren Dauer zehn und durch eine Gesetzesänderung im Jahr 1949 25 Jahre betrug.
1950 bis 1951 kam es erneut zu „Säuberungen“. Auch Geistliche, Angehörige nichtrussischer Völker und zahlreiche vermeintliche und wirkliche politische Gegner, wie „Wurzellose Kosmopoliten“ (d. h. Juden) und „Westler“, wurden inhaftiert und mitunter der Folter ausgesetzt, wobei viele Unschuldige sich dem Vorwurf von Spionage oder „konterrevolutionärer Tätigkeit“ ausgesetzt sahen.
Die Verhöre in der Stalinzeit – und teilweise auch noch danach – waren geprägt von demütigenden Durchsuchungen, Schlafentzug, Prügel, Hunger, Durst und Einschüchterungen.

### Zwangskollektivierungen in der Landwirtschaft
Stalin trieb die Zwangskollektivierung der Landwirtschaft ab 1928 unnachgiebig voran. Von 1929 bis 1933 gab es Repressionsmaßnahmen zur sogenannten Entkulakisierung durch Verhaftungen, Enteignungen, Hinrichtungen und Verschleppungen. Folge war eine riesige Hungersnot an der Wolga, in der Ukraine und in der gesamten Sowjetunion. Sie kostete mehrere Millionen Menschen das Leben, jedoch sind genaue Opferzahlen nicht bekannt. Einzelne Schätzungen geben bis zu 15 Millionen Tote an. Die damalige Hungersnot in der Ukraine ist unter dem Begriff Holodomor bekannt geworden.

### Personenkult

Marx, Engels, Lenin, Stalin auf einem Poster, 1936

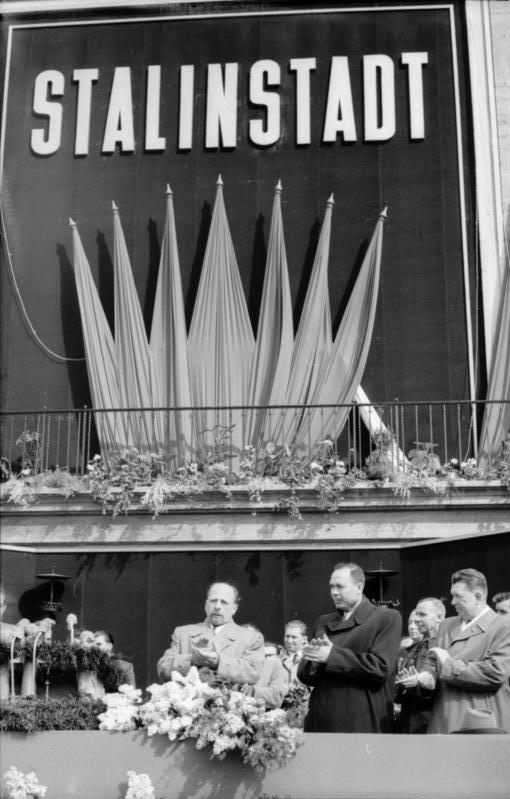
Walter Ulbricht bei der Verleihung des Namens Stalinstadt an die Wohnstadt des Eisenhüttenkombinats Ost, 1953

Der Personenkult um Stalin nahm in dieser Zeit immer größere Ausmaße an. Zu Lobpreisungs- und Ergebenheitswerken in Literatur und bildender Kunst gesellte sich eine allgegenwärtige öffentliche Präsenz, so wurden in fast allen Sowjetrepubliken und Ostblockstaaten einige Städte in Stalingrad bzw. Stalinstadt umbenannt, daneben öffentliche Gebäude, Straßen, Werke, Sportstätten und anderes mehr.
Es gab unzählige Stalindenkmale, die ihn zu Ehren seit den 1930er Jahren errichtet wurden. Zu seinem 50. Geburtstag 1929 ließ er sich offiziell den Ehrentitel „Führer“ (russisch: вождь, Vožd') verleihen. Seit dem 27. Juni 1945 war er als Oberbefehlshaber der Roten Armee dem militärischen Rang nach Generalissimus der Sowjetunion (Генерали́ссимус Сове́тского Сою́за), was ihn über die sowjetischen Marschälle erhob. Nach seinem Tod lag Stalins Leiche bis 1961 an der Seite Lenins im Lenin-Mausoleum. Die Inschrift über dem Haupteingang des Mausoleums war zu dieser Zeit „Lenin Stalin“. Parteitage der kommunistischen Parteien zierten riesige Konterfeis der vier Gründerväter des Marxismus-Leninismus: Marx, Engels, Lenin und Stalin. Damit sollte Stalin ihnen gleichgestellt erscheinen. Nach 1945 erreichte der Stalinismus verbunden mit dem Kult um die Person Stalins auch die SBZ und die spätere DDR, wo er nach sowjetischem Vorbild von der SED übernommen wurde.
Der Stalin-Kult war allerdings nur als ein „künstliches, wenn auch sicherlich wichtiges Anhängsel dem schon bestehendem leninistischen System hinzugefügt“. Stalin hatte laut dem Soziologen Erhard Stölting ein kultisches Charisma inne, das durch den stetig gesteigerten Personenkult, auch durch Terror, mental stärker in der sowjetischen Gesellschaft der Stalinzeit verankert war (denn es war erträglicher, tatsächlich an Verschwörungen zu glauben, als der politischen Führung Verbrechen zu unterstellen).

### Zweiter Weltkrieg und Nachkriegszeit

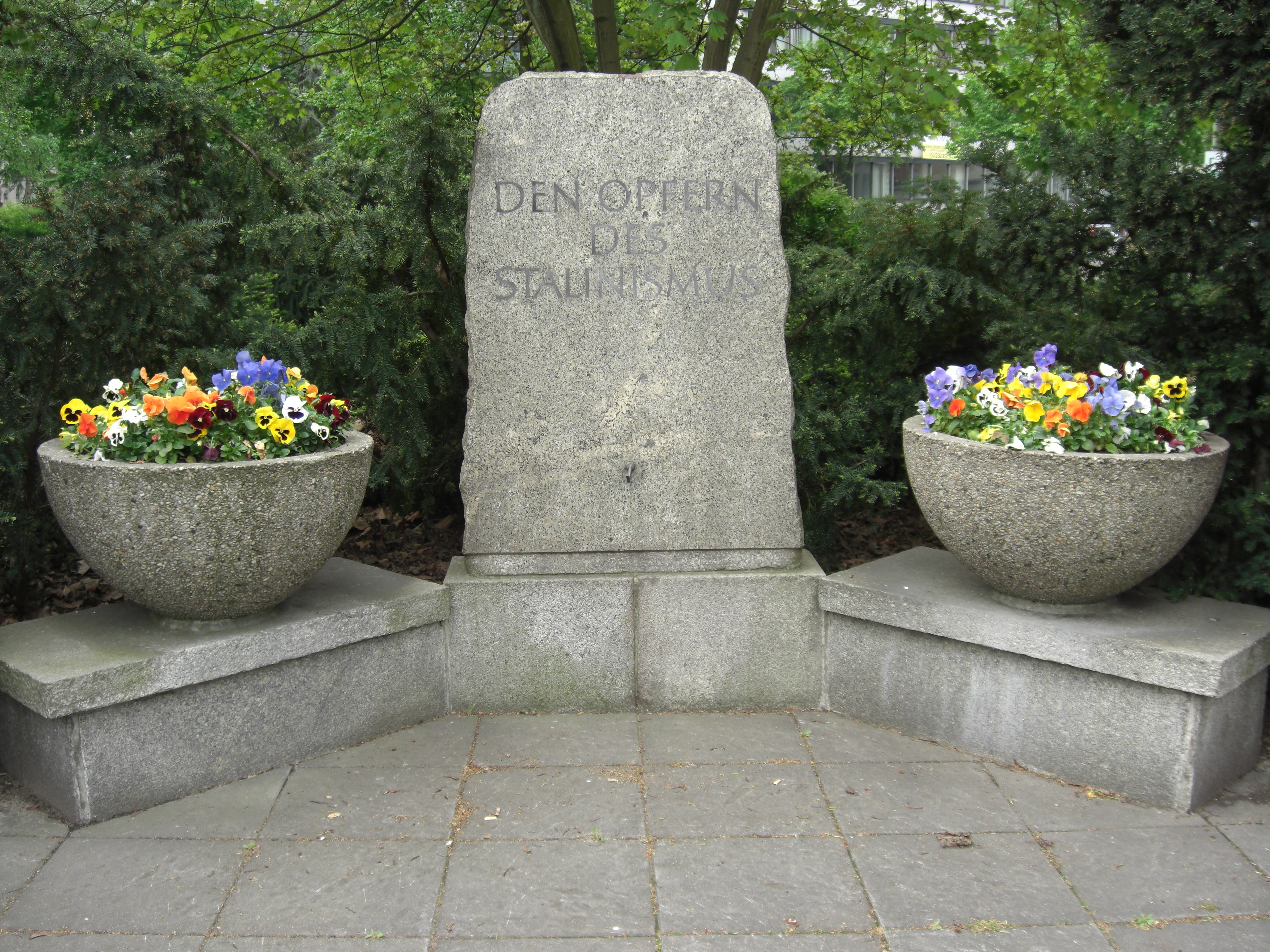
Denkmal Den Opfern des Stalinismus, Berlin-Charlottenburg, Steinplatz (2000)

Im Jahre 1939 schloss Stalin einen Nichtangriffspakt mit Hitler, den Hitler-Stalin-Pakt, der auch ein Geheimabkommen zur Aufteilung Polens und Osteuropas zwischen den beiden Staaten enthielt. Nach dem deutschen Überfall auf Polen erfolgte am 17. September 1939 die sowjetische Besetzung Ostpolens und im Juni 1940 anderer Staaten, die im Hitler-Stalin-Pakt der Sowjetunion zugesprochen worden waren: das Baltikum und Bessarabien (Rumänien) bis zur Donau. Dabei kam es zu Kriegsverbrechen, wie der Ermordung von 20.000 gefangenen polnischen Offizieren beim Massaker von Katyn (siehe auch Kriegsverbrechen der Roten Armee im Zweiten Weltkrieg).
Während des Deutsch-Sowjetischen Krieges, den Hitler unter dem Vorwand eines Präventivschlages begann, war Stalin auch Oberbefehlshaber der Armee. Ihm gelang es, durch Appelle an den Patriotismus und die allgemeine Wut auf die deutsche Aggression, große Teile der Bevölkerung zu mobilisieren. Auch die Parole „Mehr Angst von hinten als von vorn“ (Rotarmisten, die zurückwichen, wurden häufig liquidiert) trug dazu bei.
Unter Stalins Führung wurde die Industrialisierung der Sowjetunion (Elektrifizierung und Aufbau einer Schwerindustrie) der bis dahin agrarisch geprägten UdSSR vorangetrieben - eine Voraussetzung für den Sieg der Sowjetunion im Deutsch-Sowjetischen Krieg.
Millionen Menschen, ganze Völker und Volksgruppen (wie die Krimtataren, die Russlanddeutschen oder die Tschetschenen) wurden in dieser Zeit als potentielle Kollaborateure zur Zwangsarbeit in die unwirtlichen Permafrostgebiete nach Sibirien deportiert, wo viele zu Tode kamen. Auch die Armenier waren von diesen Zwangsumsiedlungen betroffen. Die baltischen Staaten verloren so etwa zehn Prozent ihrer Einwohner. Siehe auch Arbeitsarmee.
Stalin ließ ein System von Strafarbeitslagern aufbauen, das unter dem Namen Gulag bekannt wurde. Es umfasste Internierungs- und Arbeitslager oder „Besserungsanstalten“ für politische Gefangene. Paragraph 58 des Strafgesetzbuches ermöglichte es, den Begriff des politischen Gefangenen sehr weit auszudehnen: So war zum Beispiel das Stehlen von Äpfeln aus einem Kolchosgarten „konterrevolutionäre Sabotage“. Die Anzahl der Gefangenen und Todesopfer des Lagersystems sind seit Öffnung der russischen Archive und der Übernahme des Parteiarchivs der KPdSU durch die Russische Föderation Gegenstand historischer Forschung und sehr umstritten: Schätzungen zur Zahl der Gefangenen liegen zwischen 3,7 und 28,7 Millionen. Während der Zugang für Forscher auf die Archive unter der Regierung von Boris Nikolajewitsch Jelzin zu zahlreichen Veröffentlichungen über die Stalinzeit führte, wird er seitdem durch die Behörden restriktiver gehandhabt.

## Stalinismus als Theorie
Ursprünglich bezeichnete der Begriff des Stalinismus in den 1920er Jahren in der Sowjetunion die Auffassungen der von Josef Stalin geführten Mehrheit in der KPdSU (Bolschewiki) im Kampf um die politische und theoretische Nachfolge Lenins – hauptsächlich in Auseinandersetzung mit dem Trotzkismus. Damals ironisierte Stalin die Begriffsbildung noch, ‚Stalinismus‘ sei eine besonders energische Verteidigung des Leninismus. Anzumerken ist auch, dass der Begriff Marxismus-Leninismus auf Stalin und seine ideologische Prägung zurückzuführen ist.
Um Stalins 55. Geburtstag 1934 herum erhob ein Prawda-Artikel von Karl Radek die Ideen und die Politik Stalins zu einer eigenständigen Leistung, und es setzte sich die Formel vom Marxismus-Leninismus-Stalinismus durch. Ausdruck dessen war unter anderem, dass ausgewählte Reden und Schriften Stalins zuerst zusammen mit einigen Werken Lenins in „Lenin-Stalin“ - Ausgewählte Werke in einem Bande veröffentlicht wurden. 1938 erschien sein vom Zentralkomitee der KPdSU herausgegebenes Schulungswerk Geschichte der Kommunistischen Partei der Sowjetunion (Bolschewiki) – Kurzer Lehrgang und darin seine Schrift Über Dialektischen und Historischen Materialismus, die eine Weiterentwicklung des Leninismus darstellen sollte. 1946 wurde sogar eine 16-bändige Gesamtausgabe der Werke Stalins vom Marx-Engels-Lenin-Institut beim Zentralkomitee der KPdSU (B) herausgegeben.
Eckpfeiler der stalinistischen Theorie waren die Entwicklung des Sozialismus in einem Land und die Verschärfung des Klassenkampfes, je weiter die Entwicklung hin zum Sozialismus im Sowjetstaat voranschreite. Der Widerstand der Klassenfeinde und „Volksfeinde“ dagegen würde deswegen immer erbitterter. Die Verschärfung des Klassenkampfes wurde zur Legitimation von Repressionen und stalinistischen Säuberungen. Seine Ideologie gilt heute als mechanische Rezeption des Gedankenguts von Marx, Engels und Lenin. Sie diente lediglich zur Rechtfertigung politischer Verfolgungen von sogenannten Renegaten, d. h. „Verrätern“ der reinen Lehre.
Nach der Stalin-Kritik auf dem XX. Parteitag der KPdSU und der danach in den sozialistischen Ländern und den kommunistischen Parteien einsetzenden Entstalinisierung wurde auch der theoretische Beitrag Stalins zum Marxismus-Leninismus neu eingeschätzt. Stalin wurde nicht mehr in einem Atemzuge mit Marx, Engels und Lenin genannt, auch das damals übliche propagandistische Viererporträt wurde auf Marx, Engels und Lenin reduziert. Die chinesische kommunistische Partei hingegen berief sich weiterhin auf Stalin, wobei Mao Zedong postulierte, 70 % des Gedankengutes und der Praxis Stalins – insbesondere im Zweiten Weltkrieg – seien „gut“ gewesen, 30 % aber schädlich. In Abgrenzung zur „revisionistischen“ UdSSR erschienen Plakate, auf denen als fünftes Porträt dasjenige Mao Zedongs verbreitet wurde.
Unter westlichen Intellektuellen fand der Stalinismus nach dem Tod Stalins nur sehr wenige Anhänger, während zu Stalins Lebzeiten sich große Teile der Linken nicht vom Stalinismus distanziert hatten. Nach der 68er-Studentenbewegung bildeten sich in Westeuropa sogenannte K-Gruppen – kurzlebige Splittergruppen, die sich teilweise auch auf Stalin beriefen.
Armin Pfahl-Traughber schrieb 2013, bei der Marxistisch-Leninistischen Partei Deutschlands (MLPD) sei – anders als selbst unter Linksextremisten orthodox-kommunistischen Typs –  ein „relativ offenes Bekenntnis“ zu Stalin auszumachen. Laut MLPD-Parteiprogramm seien die Lehren von Marx, Engels, Stalin und Mao Tsetung die entscheidende Grundlage für den „Kampf für den Sozialismus“.

## Als stalinistisch bezeichnete Staaten und Regime
| Land                                                                     | Person/Regime                       | Zeitraum     |
| ------------------------------------------------------------------------ | ----------------------------------- | ------------ |
| Volksrepublik China                                                      | Mao Zedong (Maoismus)               | 1949–1976    |
| Demokratische Volksrepublik Korea                                        | Diktatur der Kim-Dynastie           | seit 1948    |
| Deutsche Demokratische Republik                                          | Walter Ulbricht                     | 1949–1956    |
| Sozialistische Volksrepublik Albanien                                    | Enver Hoxha (Hoxhaismus)            | 1948–1985    |
| Demokratisches Kampuchea                                                 | Rote Khmer                          | 1975–1979    |
| Volksrepublik Polen                                                      | Bolesław Bierut                     | 1947–1956    |
| Volksrepublik Rumänien                                                   | Gheorghe Gheorghiu-Dej              | 1948–1965    |
| Volksrepublik Ungarn                                                     | Mátyás Rákosi                       | 1949–1953/56 |
| Volksrepublik Bulgarien                                                  | Georgi Dimitroff Walko Tscherwenkow | 1946–1956    |
| Tschechoslowakische Republik Tschechoslowakische Sozialistische Republik | Klement Gottwald Antonín Novotný    | 1946–1968    |
| Derg Demokratische Volksrepublik Äthiopien                               | Mengistu Haile Mariam               | 1974–1990    |
| Mongolische Volksrepublik                                                | Chorloogiin Tschoibalsan            | 1936–1952    |
| Föderative Volksrepublik Jugoslawien                                     | Kommunistische Partei Jugoslawiens  | 1945–1948/52 |
| Tuwinische Volksrepublik                                                 | Saltschak Kalbakchorekowitsch Toka  | 1929–1944    |

## Marxistische Analysen des Stalinismus
Leo Kofler (1907–1995), ein undogmatischer marxistischer Philosoph, wandte sich gegen den Stalinismus. 1951, kurz nachdem er die DDR verlassen hatte, erschien seine Broschüre über die „Verfälschung der marxistischen Lehre durch die stalinistische Bürokratie“. 1970 veröffentlichte er eine größere Untersuchung Stalinismus und Bürokratie. Er interpretierte den Stalinismus als „Kaderbürokratie“, die auf der Grundlage einer nachgeholten ursprünglichen Akkumulation herrschte. Er setzte sich mit Georg Lukács auseinander und dessen Verurteilung durch die Stalinanhänger.
Aus marxistischer Sicht grenzte sich der Soziologe und Volkswirt Werner Hofmann vom Stalinismus ab; sein Werk Stalinismus und Antikommunismus. Zur Soziologie der Verblendung erschien 1967.
Jean Elleinsteins Buch Histoire du phénomène stalinien erschien 1975; kurz darauf schloss die französische KP ihn aus. Das Buch erklärt den Stalinismus aus der russischen und sowjetischen Geschichte heraus.
Georg Lukács, der linke ungarische Philosoph und Literaturwissenschaftler, nahm eine ambivalente Haltung gegenüber Stalin ein. Lukács schrieb 1968 (drei Jahre vor seinem Tod): „Aus dem unvollkommen verstandenen Leninismus ist Stalinismus geworden…“ Das Besondere und Neue in den Werken Stalins sei unter anderem die Priorität der Taktik vor der Strategie und erst recht vor den Gesamtentwicklungstendenzen der Menschheit gewesen (S. 93). Lukács sah in Stalin den schlauen, berechnenden, überlegenen Taktiker. Dazu gehöre aber auch, dass er diesen Sieg (über Leo Trotzki und andere sogenannte Abweichler) als den der „richtigen Lehre Lenins“ über deren Entstellungen darzustellen wusste. Zum Wesen seiner Persönlichkeit gehörte demnach, dass er nach dem Sieg nicht mehr bloß als treuer Ausleger und Schüler Lenins öffentlich fungieren wollte, sondern allmählich – oft taktisch sehr geschickt – Situationen zustande brachte, in denen er bereits als der echte Nachfolger der allseitig überlegenen „Führerpersönlichkeit“ seines großen Vorgängers ins öffentliche Bewusstsein trat […] Dabei sei er nicht mehr als ein sehr kluger Mensch und ein äußerst raffinierter Taktiker gewesen.(S. 85)
Der marxistische Historiker Jürgen Kuczynski verwendete als Synonym des Stalinismus oft den Begriff Stalinzeit. Er verstand darunter die Gesamtheit der geistigen und realen Geschehnisse während der Stalinschen Herrschaft und zwar ausdrücklich sowohl die positiven wie auch die negativen Auswirkungen. Die Verurteilung Stalins und die anschließende Negierung Stalins lehnte er als „Fortsetzung des Stalinismus“ ab. Es sei nicht zu akzeptieren, Stalin nicht mehr zu erwähnen, nachdem er in Ungnade gefallen war. Kuczynski sah zwei große Leistungen Stalins: Er habe die Industrialisierung mit dem Aufbau einer Schwerindustrie im bäuerlichen Russland realisiert. Diese sei eine der Voraussetzungen des Sieges über den NS-Staat gewesen. Außerdem habe er das Vertrauen des sowjetischen Volkes besessen. Die Verehrung seiner Person und seine Reden hätten dem Volk und den Soldaten moralische und Kampfeskraft gegeben, postulierte Kuczynski. Kritisch bemerkte er, dass Stalin dieses Vertrauen missbraucht habe, indem er seine Diktatur brutal durchsetzte. Seine laut Kuczynski unzweifelhaft vorhandenen propagandistischen Fähigkeiten setzte Stalin ein, um Dogmen zu etablieren und echten „wissenschaftlichen“ Meinungsstreit abzutöten.
Persönlich war Kuczynski in Stalins „Säuberungen“ involviert, als er Hermann Duncker die Nachricht von der Verhaftung dessen Sohnes Wolfgang (1909–1942) nicht nur überbringen, sondern ihn auch noch, nach eigener Aussage, „überzeugen musste“, dass die „Sowjetjustiz auch hier keine Fehler mache“. Seiner Darstellung zufolge hat er darunter gelitten, wider besseres Wissen die Fehlerlosigkeit der Politik Stalins zu unterstreichen. Diese apologetische Haltung haben zu Stalins Lebzeiten zahlreiche damalige Kommunisten und teilweise auch linke Intellektuelle eingenommen.
Nach Franz Marek führte der Bürgerkrieg, Krieg gegen intervenierende Mächte und wirtschaftliches Chaos zu einer Militarisierung der Partei und waren Voraussetzung des Stalinisierung.
In der Sowjetunion und den mit ihr verbundenen Ostblock-Staaten unter Führung der jeweiligen kommunistischen Parteien wurde die Kritik des Stalinismus nach dem XX. Parteitag der KPdSU 1956 lange Zeit als Ablehnung des Personenkultes um Stalin verstanden. Nach der teilweisen Rehabilitierung Stalins unter Breschnew (Neostalinismus) wurde nur der Personenkult kritisch propagiert, um vom totalitären Charakter des Stalinismus abzulenken.
Erst in den 1970er Jahren und nach 1989 verurteilten die euro- und postkommunistischen Parteien den Stalinismus in seiner Ausprägung als System. Heutzutage werden Stalin und der Stalinismus am entschiedensten von maoistischen Gruppierungen verteidigt.

## Neostalinismus
Als Neostalinismus werden totalitäre kommunistische Staatsformen, die nach dem Tode Josef Stalins dessen Politik, meist in einer modifizierten, weniger extremen Form, fortgeführt beziehungsweise wieder aufgegriffen haben, bezeichnet. Hierbei ist die Verwendung des Begriffes nicht ganz einheitlich. Gelegentlich wird er für fast alle totalitären sozialistischen Regierungen nach dem Tode Stalins verwendet, meist aber wird die Zeit der Regierung Nikita Chruschtschow aufgrund ihrer 1956 begonnenen Entstalinisierung und der mit ihr verbundenen Tauwetter-Periode davon ausgeschlossen. In diesem Fall bezeichnet Neostalinismus dann insbesondere das von Leonid Breschnew geprägte politische System der Sowjetunion und ihrer Satellitenstaaten in der Zeit von 1964 bis 1985. Im offiziellen Sprachgebrauch der betroffenen sozialistischen Regierungen wurde diese Zeit des Neostalinismus als „Normalisierung“ bezeichnet.